# Bloom (album de Crustation)
Pour les articles homonymes, voir Bloom.
Bloom est le premier album studio du groupe Crustation.

## Liste des titres
1. Hey
2. Purple
3. Close my eyes
4. Face the waves
5. Reverie
6. Down down
7. Falling
8. Flame
9. Life as one
10. Ride on

## Singles
- Purple
- Flame

## Musiciens
- Bronagh Slevin - Chants
- Ian Dark - Programmeur
- Stig Manley - Programmeur
- Mark Tayler - Programmeur